# Sporrong

Galalivré för betjänten. Knappar tillverkade av Sporrong, Hallwylska museet

AB Sporrong är ett svenskt företag med anor från 1666, när gördelmakaren Henrik Grau startade verksamhet i Stockholm. Bolaget ägs sedan 2018 av det finska metallbearbetningsföretaget Kultakeskus. Dagens AB Sporrong ägnar sig åt produktkommunikation, men säljer även klassiska manschettknappar, idrottspriser med mera. Sporrong är kunglig hovleverantör. Produktionen sker idag i Estland.

## Historik
Släkten Sporrong var valloner och kom till Sverige på 1600-talet. Carl Claes Sporrong tog år 1842 över verkstaden där det av Grau grundade företaget hade sin produktion. Sporrongs förmodligen största produktion genom tiderna är knappar till uniformer och dräkter.